# Scolecobasidiella tropicalis
Scolecobasidiella tropicalis är en svampart som beskrevs av R.F. Castañeda & G.R.W. Arnold 1986. Scolecobasidiella tropicalis ingår i släktet Scolecobasidiella, divisionen sporsäcksvampar och riket svampar.   Inga underarter finns listade i Catalogue of Life.